# علی اکبر (نویسنده)
علی اکبر (ترکی آذربایجانی: Əli Əkbər با نام اصلی عل‌اکبر علی‌آقا اوغلو علیف ترکی آذربایجانی: Əliyev Ələkbər Əliağa oğlu؛ زادهٔ ۲۸ ژانویه ۱۹۷۸) زبان‌شناس، روزنامه‌نگار، و نویسنده اهل جمهوری آذربایجان است.

## آثار
- آرتوش و زائور